# Norbert Dufourcq
Pour les articles homonymes, voir Dufourcq.
Norbert Dufourcq, né le 21 septembre 1904 à Saint-Jean-de-Braye (Loiret) et mort à Paris (6e) le 19 décembre 1990, est un organiste, professeur, musicologue et musicographe français.

## Biographie
Il est le fils de l'historien Albert Dufourcq (1872-1952). Formé à l’École des chartes et docteur ès lettres, archiviste paléographe, il se consacre néanmoins à la musique.
Organiste amateur (élève d’André Marchal), il est cependant titulaire de l’orgue de l’église Saint-Merry à Paris de 1923 à sa mort. L'orgue Clicquot/Cavaillé-Coll est remanié par la maison Gonzalez dans une esthétique néo-classique sous la direction de son titulaire entre 1946 et 1947. De nombreux jeux sont ajoutés à l'instrument.
Professeur d’histoire de la musique au Conservatoire national supérieur de Paris de 1941 à 1975 et de musicologie à l’École normale de musique de Paris entre 1958 et 1963, il est aussi l’auteur de nombreux articles et ouvrages sur la musique en général, l’orgue et le clavecin en particulier ; de plus, il fonde la revue Recherches sur la musique française classique, poursuivie par Marcelle Benoît.
Il signe en 1946 un ouvrage collectif intitulé « La Musique des origines à nos jours » pour la rédaction duquel il s’entoure de musicologues telle Solange Corbin de Mangoux.
Très tôt passionné d’orgue, il est cofondateur avec Bérenger de Miramon Fitz-James de l’Association des Amis de l’orgue en 1926-27. Il crée aussi la revue « L’Orgue » dans laquelle il exprime particulièrement ses idées sur l’historicité des orgues classiques français.
On lui doit aussi la restitution et la publication en édition moderne de musique d’orgue française classique, comme les Livres d’Orgue de Guillaume-Gabriel Nivers, Gilles Jullien, Nicolas Lebègue, Louis-Antoine Dornel, Boëly, Michel Corrette, ainsi que le manuscrit de Mathieu Lanes, par exemple.
Ses archives de la Commission des orgues sont conservées aux archives de la ville de Paris, Papiers Norbert Dufourcq, 1933-1984, Cotes : D70Z 1 à 10, référence de l’instrument de recherche : VII.2.3.
Époux d'Odette Dufourcq-Latron, archiviste paléographe, reçue major de sa promotion à l'école des Chartes, il est le père du diplomate Bertrand Dufourcq.

## Publications
- La musique française, Larousse, Paris, 1933.
- Esquisse d'une histoire de l'orgue en France du XIIIe au XVIIIe siècle, étude technique et archéologique de l'instrument, thèse pour le doctorat ès-lettres, 1935, prix Hercule-Catenacci de l'Académie française.
- La musique d'orgue française au XXe s., Paris, 1938.
- La musique d'orgue française de Jehan Titelouze à Jehan Alain, Floury, Paris, 1941.
- Les Clicquot : facteurs d'orgues du Roy, contribution à l'histoire d'une famille d'artisans d'origine champenoise sous l'Ancien Régime, Floury, Paris, 1942.
- (dir.), La musique des origines à nos jours, Larousse, Paris, 1946.
- Jean-Sébastien Bach, le maître de l'orgue, Floury, Paris, 1948.
- L'Orgue, PUF, Paris, 1948. (coll. Que sais-je ?).
- Le clavecin, Paris, PUF, coll. « Que sais je ? » (no 331), 1949, 126 p. (OCLC 842216724, BNF 42965421).
- (avec Marcelle Benoît et Bernard Gagnepain), Les grandes dates de l'histoire de la musique, 1969 ; 3e éd., 1995.
- Le livre de l'orgue français, 1589-1789, éd. A. et J. Picard (Paris), cinq volumes :
  - Tome I, Les Sources, documents inédits sur l'orgue français
  - Tome II, Le Buffet, étude architecturale et décorative du meuble
  - Tome III, La facture. du préclassicisme au préromantisme
  - Tome IV, La musique
  - Tome V, Miscellanea

## Sources
- « Norbert Dufourcq (1904-1990) ». L'Orgue. Cahiers et mémoires numéros 49-50 (1993) : 292 pages.